# Tivenys
Tivenys település Spanyolországban, Tarragona tartományban. Tivenys Tortosa, Aldover, El Perelló, Benifallet, Rasquera és Xerta községekkel határos. Lakosainak száma 936 fő (2024).

## Népesség
A település népessége az elmúlt években az alábbi módon változott:
| Lakosok száma | 164  | 1895 | 1386 | 1234 | 1080 | 912  | 925  | 876  | 899  | 936  |
|               | 1717 | 1900 | 1940 | 1960 | 1986 | 2005 | 2010 | 2014 | 2019 | 2024 |